# ويكيبيديا التايلندية
ويكيبيديا التايلندية (بالتايلندية: วิกิพีเดียภาษาไทย) هي الإصدار باللغة التايلندية من موسوعة ويكيبيديا تاريخ إطلاقها كان في ديسمبر 2003. اعتبارًا من يناير 2021، أصبحت ويكيبيديا التايلاندية هي ويكيبيديا الأكثر زيارة في كل من تايلاند ولاوس.
في 31 يناير 2006، عًرفت ويكيبيديا التايلاندية لأول مرة مع ويكيبيديا الإنجليزية في الصحافة التايلاندية. ذُكرت ويكيبيديا التايلاندية خلال منتدى عام خلال الأزمة السياسية التايلاندية 2005-2006 عندما اقترح أحد المتحدثين أن يقرأ الشعب التايلاندي مقال في ويكيبيديا عن ثاكسين شيناواترا، رئيس الوزراء السابق.
تعد ويكيبيديا التايلندية ثاني موسوعة تايلندية على الإنترنت بعد مشروع الموسوعة التايلندية للناشئين، الذي طور تحت رعاية الملك بوميبول أدولياديج.

## الإحصائيات

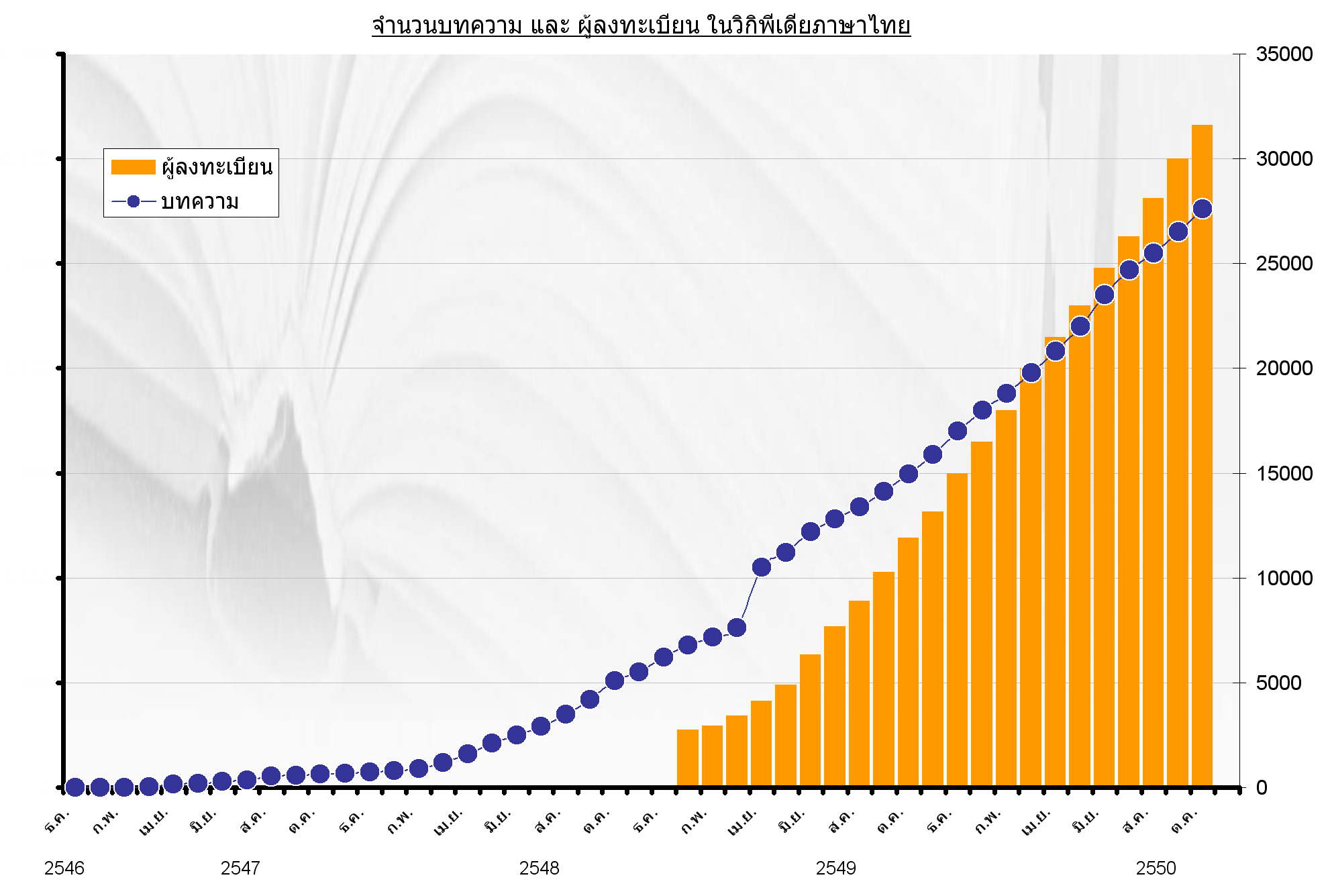
إحصائيات ويكيبيديا التايلاندية اعتبارًا من 4 أكتوبر 2007. تُظهر حوالي 28000 مقالة (معروضة بالنقاط) و32000 مستخدم (أشرطة برتقالية).

| عدد المستخدمين المسجلين | عدد المستخدمين النشيطين | عدد المقالات | صفحات المحتوى | عدد التعديلات | عدد الملفات المرفوعة | عدد الإداريين |
| ----------------------- | ----------------------- | ------------ | ------------- | ------------- | -------------------- | ------------- |
| 506٬191                 | 1٬259                   | 175٬642      | 1٬152٬544     | 12٬455٬803    | 5٬905                | 19            |

## مسار التقدم
- 25 ديسمبر 2003: أنشئت الصفحة الرئيسية.
- 27 ديسمبر 2003: أنشئ المقال الأول واحتوى على كلمة واحدة فقط " ดาราศาสตร์ " (علم الفلك). بعد ذلك أصبحت المقالة بذرة في 31 مايو 2004.
- 28 فبراير 2004: أنشئ المقالة الأولى الحقيقية، วิทยาการ คอมพิวเตอร์ (علم الحاسوب).
- 21 أبريل 2004: أنشئت المقالة رقم 100.
- 17 أغسطس 2004: أنشئت المقالة رقم 500.
- 10 مارس 2005: أنشئت المقالة رقم 1000، (แฮ ร์ รี่ พอ ต เตอร์) (هاري بوتر).
- 1 مايو 2005: أنشئت أول مقالة مميزة.
- سبتمبر 2005: سُجل أكثر من 30 طالبًا جامعيًا وكتبوا مقالات كواجب منزلي.
- 28 أكتوبر 2005: أنشئت المقالة رقم 5000، (เปาบุ้นจิ้น) ( باو تونغ)
- مارس 2006: أضيف محتوى جماعي لمقالات عن سنوات من 543 قبل الميلاد (العصر البوذي 1) إلى حوالي 1800 شبه يدوي باستخدام جافا سكريبت. أضيفت حوالي 2500 بذرة.
- 14 مارس 2006: أنشئت المقالة رقم 10,000.
- 16 مارس 2007: أنشئت المقالة رقم 20,000.
- 10 ديسمبر 2007: أنشئت المقالة رقم 30,000.
- 26 أكتوبر 2008: أنشئت المقالة رقم 40000.
- 4 سبتمبر 2009: أنشئت المقالة رقم 50,000.
- 30 يناير 2016: أنشئت المقالة رقم 100,000.
- 8 يوليو 2017، أنشئت المقالة رقم 117,895.
- 12 سبتمبر 2022، أُنشئت المقالة رقم 150,000.